# Фунгус рок
Фунгус рок (енгл. Fungus Rock), познато и као Генералово острво (малт. Il-Ġebla tal-Ġeneral) је малено стеновито острвце вертикалних страна висине до 60 метара изграђено од кречњака. Налази се уз северозападну обалу малтешког острва Гоцо. У административном погледу део је општине Сан Лоренз.
Острво је добило име по врсти Cynomorium coccineum која расте на заравњеним врховима ове стене. Ову кртоласту биљку изразито јаког и непријатног мириса открили су Малтешки витезови верујући да има лековита својства и погрешно верујући да је у питању врста гљиве (па отуда и име острва Фунгус). Тадашњи лекари користили су ову биљку за заустављање крварења и код дизентерија. Толико је било веровање у лековита својства ове биљке да је 1747. тадашња малтешка власт у потпуности забранила приступ острву свим посетиоцима.
Данас је острво Фунгус заштићено природно добро Малте. 